# Miconia barbipilis
Miconia barbipilis är en tvåhjärtbladig växtart som beskrevs av Henry Allan Gleason. Miconia barbipilis ingår i släktet Miconia och familjen Melastomataceae. IUCN kategoriserar arten globalt som starkt hotad.
Artens utbredningsområde är Ecuador. Inga underarter finns listade i Catalogue of Life.